# Ульяновский ипподром
ФГУ ГЗК «Ульяновская» с ипподромом (Ульяновский ипподром) находится на севере Ленинского района г. Ульяновска.

## Описание
На территории ипподрома, площадью 35 гектар, находятся беговые дорожки, производственные и животноводческие постройки, жилой поселок.                                                                                                                                                                                                                                                                                               
Лошади содержатся в 11 конюшнях: 190 денников размером 3×3 м, 40 денников размером 4×4 м, всего 230 денников. Одну конюшню занимает конноспортивная школа. Все конюшни электрифицированы. В каждой конюшне водопровод, бытовые помещения для персонала и инвентаря, манеж. Имеются два механических водила. Полы в денниках асфальтные, подстилкой служат древесные опилки.
При каждой конюшне имеется левада размером 40×40 м. В тренировочном отделении закреплено 18 лошадей, их обслуживают бригадир-наездник, помощник наездника, два конюха.
На Ульяновском ипподроме испытания проводятся на грунтовых чернозёмных дорожках.
Первая призовая дорожка имеет длину 1 600 м и ширину 15 м. Вторая дорожка длиной 1 045 м и шириной 14 м используется и как призовая, так и для тротовых работ.
Третья дорожка длиной 800 м, шириной 10 м используется для работы шагом и проводки лошадей.
Первая и вторая дорожки размечены знаками на равные отрезки по большим четвертям — 400 м. Из-за близости грунтовых вод, беговые дорожки весной долго подходят в нормальное состояние, в результате чего, открытие летнего бегового сезона оттягивается на конец мая.
Штат ипподрома — 35 человек. Директор — Канакова Наталья Борисовна.
За летний беговой сезон 2008 года было проведено 24 беговых дня и разыграно 35 рысистых призов и 7 скаковых. 
Согласно указу Президента РФ № 1058 от 8 августа 2011 года «Об открытом акционерном обществе, объединяющем ипподромы Российской Федерации» Ульяновский ипподром вошёл в состав ОАО «Российские ипподромы».
В 2014 году появились сообщения, что готов детальный план реконструкции устаревших сооружений ульяновского ипподрома. После глобальной реконструкции это спортивное сооружение сможет похвастаться главным зданием площадью 8 000 квадратных метров с трибуной на 3 000 человек, конюшнями на 300 лошадей и конно-спортивным комплексом с крытым манежем площадью 4 000 квадратных метров, ветлечебницей. 

## История
В 1844 году к северу от Тутей была построена земская конюшня, в 1852 году она была преобразована в Государственный конный завод, а в 1853 году рядом открылся Симбирский ипподром, первым президентом стал губернатор Н. П. Бибиков. Первый официальный заезд на ипподроме Симбирска был проведён 22 января 1853 года благодаря инициативе «Симбирского общества охотников конского бега», учрежденного в 1852 году.
В 1863 году ипподром посетил наследник престола великий князь Николай Александрович. В свите цесаревича находился академик, профессор живописи Алексей Петрович Боголюбов, а также русский поэт, писатель, краевед, переводчик Д. П. Ознобишин.
В мае 1868 года ипподром посетил великий князь Владимир Александрович.
21 октября 1910 года с городского ипподрома был совершён первый полёт аэроплана над Симбирском. Моноплан «Анрио» («Hanriot»), пилотируемый графом Михаилом Фёдоровичем Сципио дель Кампо, пролетев в сторону ближайшего леса (Винновская роща), затем повернул к железнодорожному вокзалу Симбирск-I и вернулся к месту взлёта. 29 июня 1912 года, опять с ипподрома, состоялся полёт Александра Алексеевича Васильева. На аэроплане «Блерио» (Blériot) он поднялся на высоту 200 метров, затем 300 метров, выполнил несколько сложных фигур в воздухе и, совершив три круга над ипподромом, благополучно приземлился.
12 сентября 1918 года на ипподроме проходили ожесточённые бои Гражданской войны за взятие Симбирска.
В 1948 году ипподром был перенесён и размещён в северной части города на площади в 30 га. На территории ипподрома разместились три беговые дорожки, производственные и животноводческие постройки, жилой посёлок. Призовая дорожка ипподрома составляет 1600 метров, конюшни рассчитаны на 200 голов лошадей.
5 сентября 1976 года на ипподроме вступили в строй трибуны, совмещенные с административным зданием. 
В 2022 году произведена реконструкция Ульяновского ипподрома. 
В 2023 году, ввиду реконструкции Центрального Московского ипподрома, часть лошадей принял ульяновский ипподром. 

## Галерея
- На Ульяновском ипподроме.
- На Ульяновском ипподроме.
- На Ульяновском ипподроме.
- На Ульяновском ипподроме.